# Victor Calero
Victor Calero (* 15. April 1966 in Köln) ist ein deutsch-spanischer Schauspieler.

## Leben und Karriere
Calero wuchs in Köln mit seinen zwei Geschwistern als Sohn einer deutschen Mutter und eines spanischen Vaters auf. 1990 war er Schüler der Meisterklasse von Lew Dodin am Maly-Theater in St. Petersburg. Er studierte von 1992 bis 1996 an der Hochschule für Schauspielkunst Ernst Busch in Berlin. Nachdem er 10 Jahre als freischaffender Schauspieler in Berlin lebte, zog er 2010 mit seiner Frau und seinen beiden Töchtern nach Freiburg im Breisgau, wo er seit September 2010 Ensemblemitglied am Theater Freiburg ist.

## Filmografie

### Fernsehen
- 2001: Hinter Gittern (Fernsehserie)
- 2001, 2003: Abschnitt 40
- 2002: Die Graslöwen
- 2002: Savannah
- 2003: Tatort – Sonne und Sturm
- 2004: Brief eines Unbekannten
- 2007: Du musst wandern!
- 2007: Die Stein (Fernsehserie)
- 2015: Tiere bis unters Dach (Kinderserie)
- 2016: Tatort – Wofür es sich zu leben lohnt
- 2017: Tatort – Kopper
- 2019: WaPo Bodensee (Fernsehserie, Folge Seidenstraße)

### Film
- 2003: Eierdiebe (Regie: Robert Schwentke)
- 2003: Rauskommen (Kurzfilm, Regie: Michael Dörfler)
- 2005: Trautes Heim (Kurzfilm DFFB, Regie: Florian Röser)
- 2007: nomen est omen (Kurzfilm, Regie: Alexander Sellschopp)
- 2008: Lapidarium (Kurzfilm, Regie: Jörg Frank)
- 2010: Anonymous (Kinofilm, Regie: Roland Emmerich)